# Distrito de Jászapáti
El distrito de Jászapáti (húngaro: Jászapáti járás) es un distrito húngaro perteneciente al condado de Jász-Nagykun-Szolnok.
En 2013 tiene 33 160 habitantes. Su capital es Jászapáti.

## Municipios
El distrito tiene 2 ciudades (en negrita), un pueblo mayor (en cursiva) y 6 pueblos (población a 1 de enero de 2012):
- Alattyán (2101)
- Jánoshida (2424)
- Jászalsószentgyörgy (3432)
- Jászapáti (8947) – la capital
- Jászdózsa (2110)
- Jászivány (405)
- Jászkisér (5165)
- Jászladány (5717)
- Jászszentandrás (2435)